# L'Empreinte ou la Main rouge
Pour plus de détails, voir Fiche technique et Distribution.
L'Empreinte ou la Main rouge est un film muet français réalisé par Paul-Henry Burguet, sorti en 1908.
Ce film — l'unique film réalisé par Paul-Henry Burguet — est une adaptation de la pantomime Conscience, créée en 1901 au Kursaal de Genève, et reprise en 1903 à L'Olympia de Paris, un mimodrame signé de François Durel et Séverin, tiré lui-même d'une pièce plus ancienne intitulée Remords.

## Fiche technique
- Titre : L'Empreinte ou la Main rouge[2]
- Réalisation : Paul-Henry Burguet
- Scénario : Fernand Le Borne, d'après la pantomime Conscience de François Durel et Séverin
- Photographie : Émile Pierre
- Montage :
- Musique : Fernand Le Borne
- Producteur :
- Société de production : Le Film d'art
- Société de distribution :  Pathé Frères
- Pays d'origine :  France
- Langue : film muet avec les intertitres en français
- Format : Noir et blanc — 35 mm — 1,33:1 — Muet
- Genre : Film dramatique
- Métrage : 470 mètres
- Durée : 16 minutes
- Dates de sortie :
  -  France : 17 novembre 1908
  -  Royaume-Uni : 26 novembre 1908
  -  États-Unis : 3 février 1909

## Distribution
- Mistinguett
- Max Dearly : L'Apache
- Séverin : Pierrot
- Henri Étiévant
- Albert Dieudonné
- Paul-Henry Burguet
- Stacia Napierkowska : La Gitane
- Degeorges

## À noter
- Tourné au mois de septembre ou d'octobre 1908, L'Empreinte ou la Main rouge figure au programme inaugural du Film d'art le 17 novembre 1908, salle Charras, avec L'Assassinat du duc de Guise d'André Calmettes[3].
- Le film est partiellement perdu. Une copie nitrate incomplète et en voie de décomposition du film a été découverte en 1993 à la Cinémathèque suisse et a pu être restaurée et dupliquée par les Archives du film du Centre national de la cinématographie, particulièrement intéressé à la préservation d'un élément rarissime du patrimoine cinématographique français.